# 福島県道281号増見小田倉線
福島県道281号増見小田倉線（ふくしまけんどう281ごう ますみおだくらせん）は、福島県白河市から西白河郡西郷村に至る一般県道である。

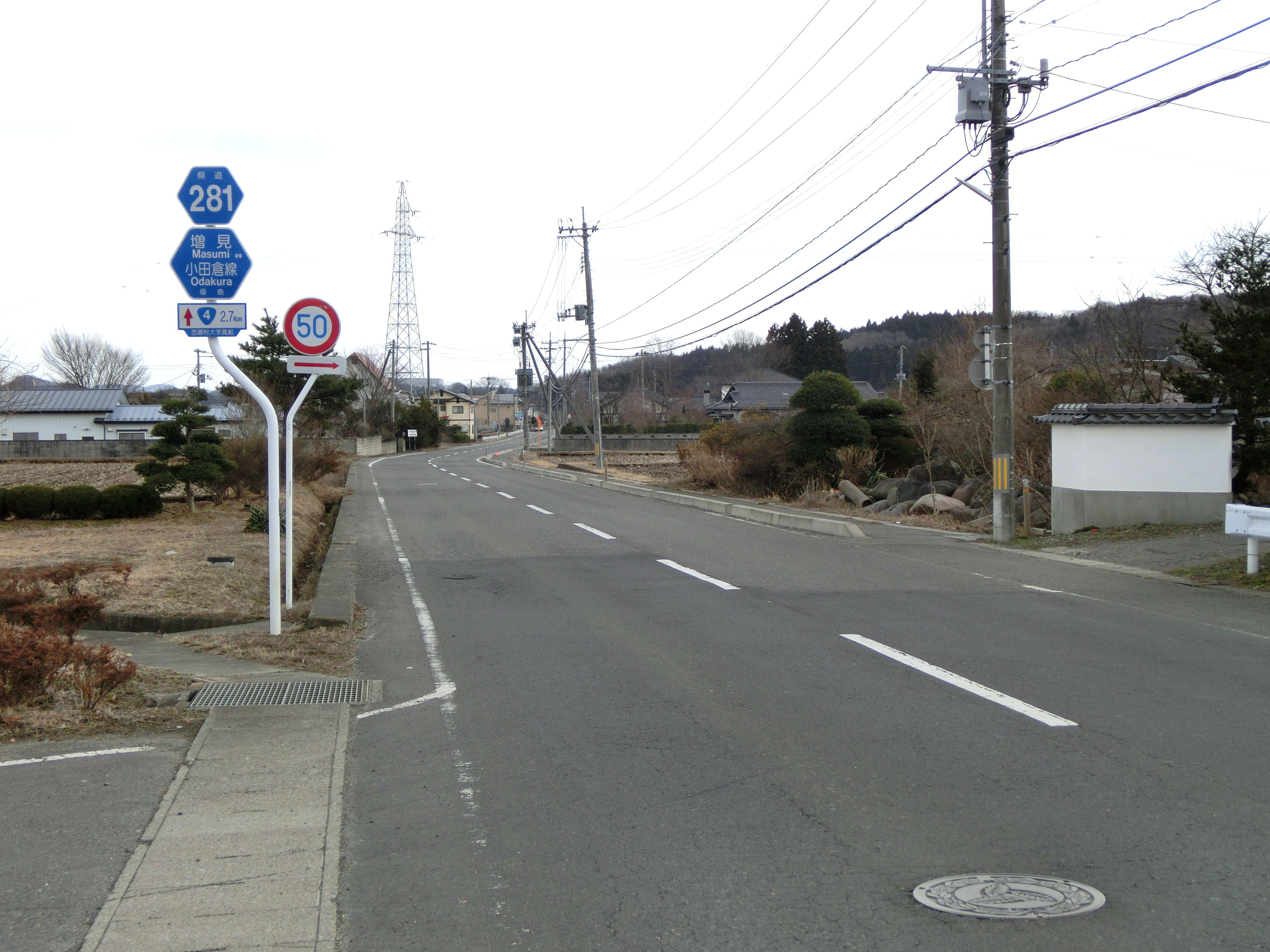
西白河郡西郷村大字真船付近

## 路線概要
- 起点：白河市大信増見字外面
- 終点：西白河郡西郷村大字小田倉字大清水
- 総延長：12.056km[1]
  - 実延長：11.997km
- 路線認定年月日：1959年8月31日[2]

### 道路施設
開進橋
- 全長：10.3m
- 幅員：9.2m
- 竣工：1999年[3]

白河市大信豊地字分切田に位置し、一級水系阿武隈川水系外面川を渡る。
甲塚橋
- 全長：27.0m
- 幅員：8.0m
- 形式：単純PCポステンT桁橋
- 竣工：1985年

西郷村羽太字蕪良口山から字原ノ前に至り、一級水系阿武隈川水系真名子川を渡る。羽太地区のほ場整備事業、真名子川の河川改良事業、当路線の道路改良事業が総合的に計画され、路線付替の一部として県単独橋梁整備事業として着工された。総事業費は5900万円。
小田倉橋
- 全長：34.2m
- 幅員：6.0(10.0)m
- 形式：プレビーム単純合成桁橋
- 竣工：2001年度

西郷村小田倉字山下から字上川向に跨り、一級水系阿武隈川水系堀川を渡る。橋上は上下対向2車線で供用され、上り線側に幅員2.5mの歩道が設置されている。1998年8月に発生した豪雨災害を受けて行われた堀川の激甚災害対策特別事業による河川整備に併せ、1973年に架けられ狭隘であった旧橋の架け替えが行われた。総工費は1億6200万円。

## 通過する自治体
- 白河市 - 西白河郡西郷村

## 接続・交差する道路
- 白河市内
  - 国道294号（大信増見字外面 起点）
- 西郷村内
  - 福島県道37号白河羽鳥線（羽太字狸屋敷）
  - 国道289号（熊倉字折口原）
  - 国道4号・福島県道184号白坂停車場小田倉線（小田倉字大清水（大清水交差点） 終点）

## 沿線
- 外面川
- 西郷村立西郷第一中学校
- グランディ那須白河カントリークラブ
- 独立行政法人家畜改良センター